# 加拉巴戈斯國家公園
加拉帕戈斯國家公園（西班牙語：Parque Nacional Galápagos），成立於1959年，1968年開始对外开放，為厄瓜多第一座國家公園。厄瓜多尔规划加拉帕戈斯群島97%的面積為國家公園的範圍。剩下的3%属于有人居住的聖克魯斯島、聖克里斯托巴爾島、弗洛雷安纳岛和伊莎贝拉岛。

## 图集

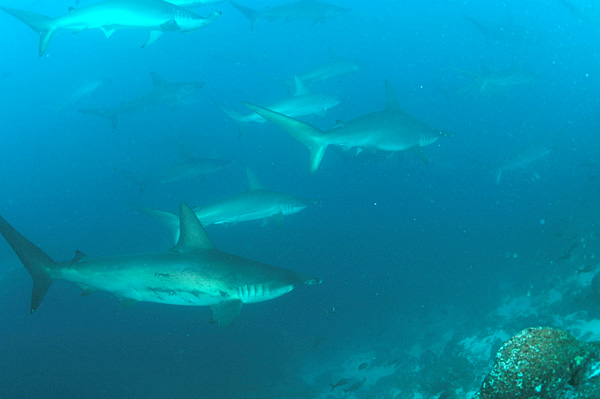
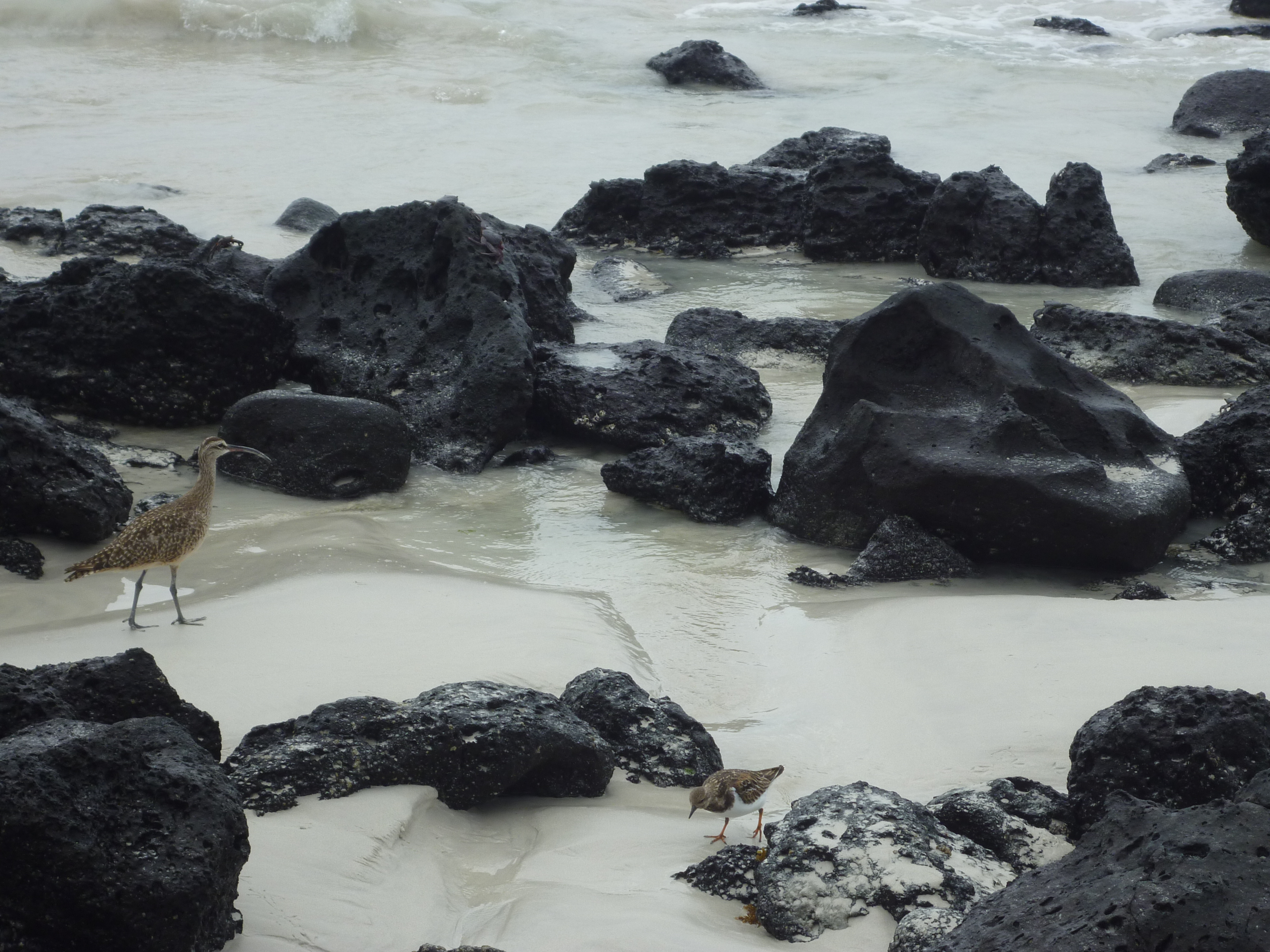
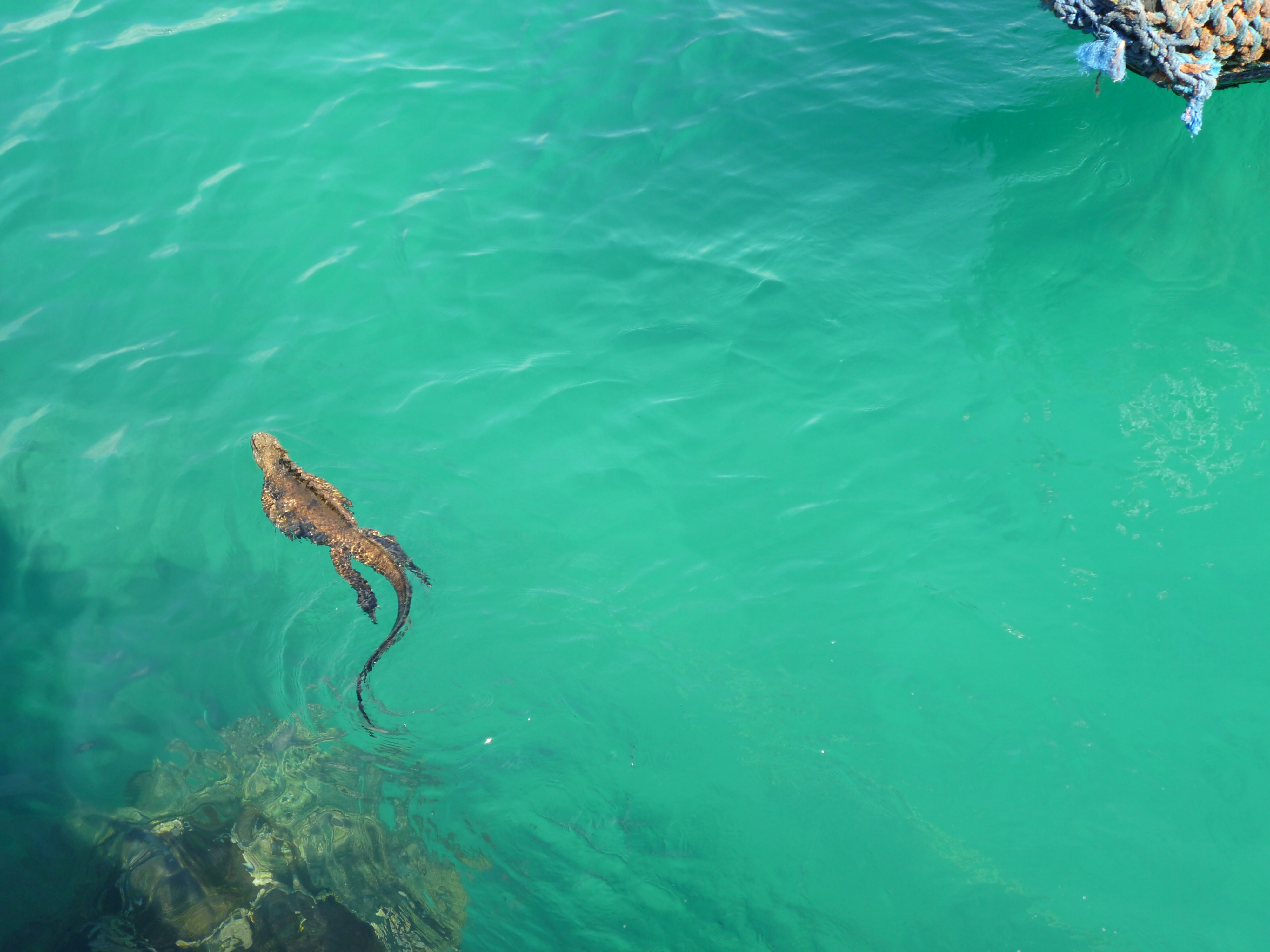